# 迪泽勒
迪泽勒（法語：Dhuizel，法語發音：[dɥizɛl]）是法国上法蘭西大區埃纳省的一个市镇，属于苏瓦松区。

## 地理
迪泽勒（49°21'56"N, 3°37'6"E）面积6.81 平方千米，位于法国上法蘭西大區埃纳省，该省份为法国北部内陆省份，北起北部省，西接索姆省和瓦兹省，东临阿登省和马恩省，西南至塞纳-马恩省，东北部与比利时接壤。
与迪泽勒接壤的市镇（或旧市镇、城区）包括：韦勒河畔库尔塞勒、帕尔、圣马尔、沃坦、维耶尔阿尔西、莱塞特瓦隆。

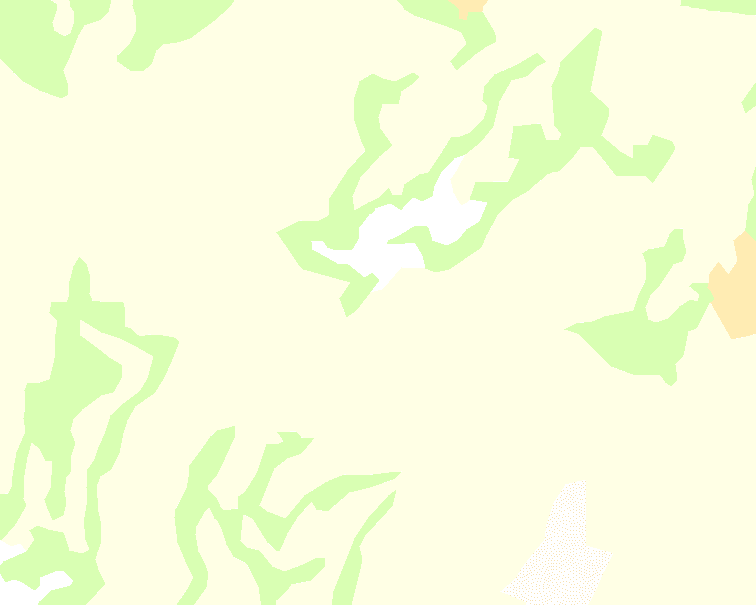
迪泽勒的OSM定位图

迪泽勒的时区为UTC+01:00、UTC+02:00（夏令时）。

## 行政
迪泽勒的邮政编码为02220，INSEE市镇编码为02263。

## 政治
迪泽勒所属的省级选区为塔德努瓦地区费尔县。

## 人口

1962-2008年间迪泽勒人口变化图示

迪泽勒于2022年1月1日时的人口数量为113人。